# Allium drummondii
Allium drummondii är en amaryllisväxtart som beskrevs av Eduard August von Regel. Allium drummondii ingår i släktet lökar, och familjen amaryllisväxter. Inga underarter finns listade i Catalogue of Life.

## Bildgalleri

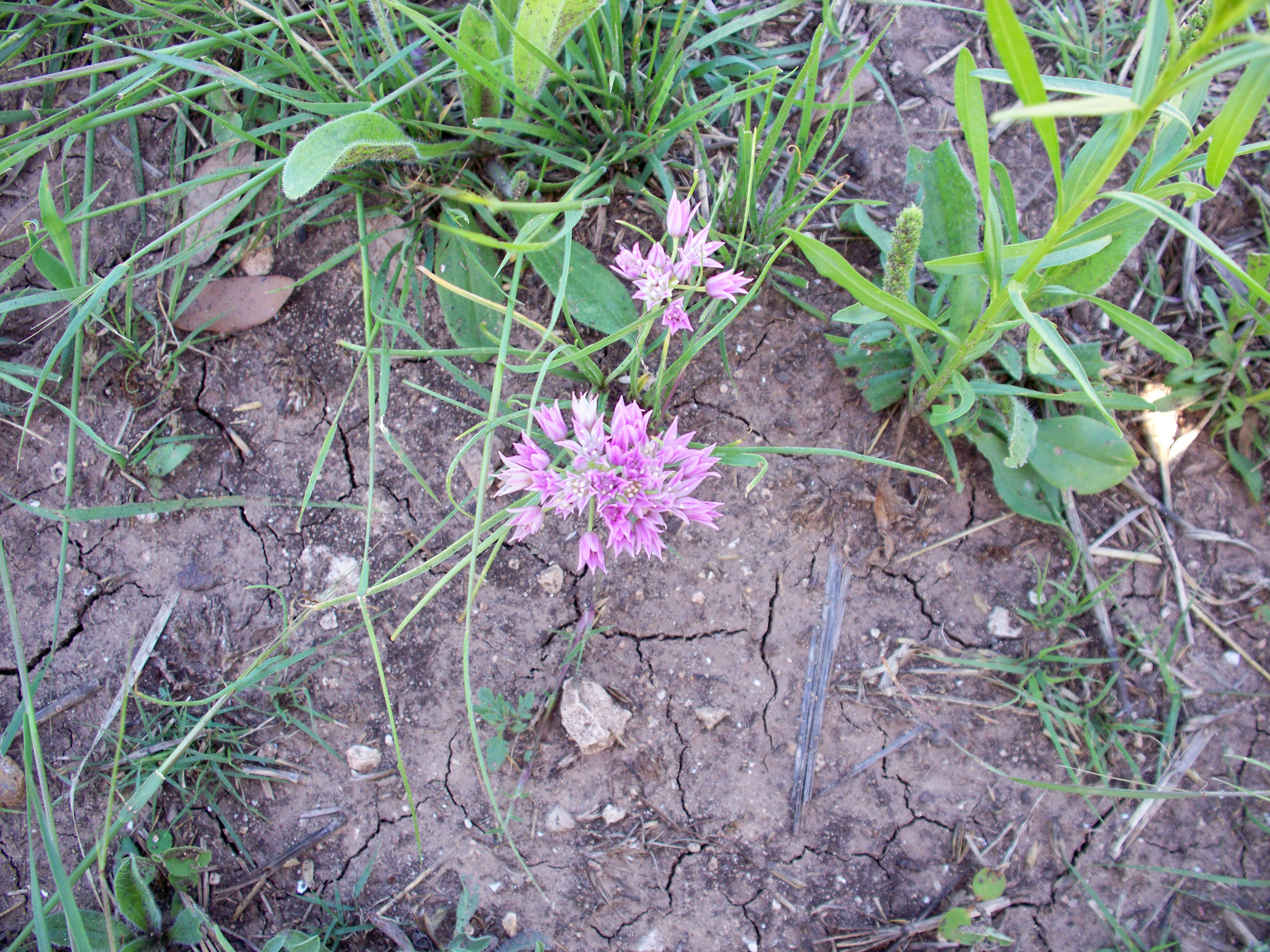